# Mejicanos
Mejicanos è un comune del Dipartimento di San Salvador, in El Salvador.